# Kartlija
Kartlija (gruzinsko ქართლი, Kartli) je zgodovinska regija v osrednji Gruziji, skozi katero teče reka Mtkvari (Kura). V njej se nahaja glavno mesto Gruzije, Tbilisi. Klasični avtorji so regijo poznali kot Iberijo. V srednjem veku je igrala ključno vlogo v etnični in politični konsolidaciji Gruzincev. Njene meje niso bile strogo določene in so se v zgodovini močno spreminjale. Po razdelitvi Kraljevine Gruzije v 15. stoletju je Kartlija postala ločeno kraljestvo s prestolnico v Tbilisiju. Zgodovinsko ozemlje Kartlije je trenutno razdeljeno med več upravnih regij Gruzije.
Gruzince, ki živijo v zgodovinski regiji Kartliji, imenujejo Kartleli (ქართლელი) in tvorijo eno največjih geografskih podskupin gruzinskega ljudstva.  Večina Kartlelov je vzhodnih pravoslavnih kristjanov, ki se držijo nacionalne Gruzinske pravoslavne cerkve in govorijo narečje, ki je osnova sodobnega gruzinskega knjižnega jezika.

## Ime
Toponim Kartlija se je v pisnih dokumentih prvič pojavil  v 5. stoletju v Mučeništvu svete kraljice Šušanik, najzgodnejšem  ohranjenem delu gruzijske književnosti. Po srednjeveških gruzijskih kronikah je Kartlija dobila ime po Kartlosu, mitskem gruzijskem etnarhu, ki je zgradil mesto na Mtkvariju, verjetno na mestu kasnejšega Armazija. Ime se je posplošilo na državo, ki ji je vladal Kartlos in njegovi potomci. Zdi se, da je bil Kartlos srednjeveška iznajdba, mnenje, da je ustanovitelj Kartlije, pa ni prepričljivo. Za srednjeveške letopisce je značilno, da so imenom dodajali pripono  –ος (-os), da bi dali poročilu pridih antike.
Izraz zagotovo izvira iz protokartvelskega korena *kart-, ki ga sodobni jezikoslovci štejejo za starodavno notranjekartvelsko tvorbo.
Profesor Giorgi Melikišvili je toponim Kartli povezoval z besedo karta  (ქართა) iz gruzinščini sestrske mingrelščine in nekaj zahodnih gruzijskih narečij. Beseda karta  pomeni obor za živino ali zaprt prostor. Koren kar se pojavlja v številnih krajevnih imenih  po vsej Gruziji in po mnenju Melikišvilija kaže pomensko podobnost z indoevropskim prototipom, na primer z germanskim gardaz (ograda, vrt), litovskim gardas (ograda, prepreka, obor), staroslovanskim grad (vrt, tudi mesto) in hetitskim gurtas (trdnjava). Vzporednice so bile iskane tudi s Halibi in Kardueno iz klasičnih virov.

## Zgodnja zgodovina
Nastanek Kartlije in Kartvelov  (ქართველი)  je slabo dokumentiran. V tem procesu sta imela odločilno vlogo  Infiltracija več starodavnih, predvsem anatolskih, plemen na ozemlje današnje Gruzije in njihovo zlitje z domorodnim prebivalstvom. Proces se morda odraža v zgodbi o Arijanu-Kartliju, pollegendarnem kraju staroselskega gruzijskega habitata v zgodnjesrednjeveški kroniki Spreobrnitev Kartlija.
V 3. stoletju pr. n. št. sta Kartlija in njegova prvotna prestolnica Mcheta, v 5. stoletju jo je nasledil Tbilisi, tvorila jedro, okoli katerega se je razvilo starodavno gruzijsko kraljestvo, ki ga je grško-rimski svet poznal kot Iberija. Vloga Kartlije kot osrednje etnične in politične enote, ki bi bila osnova za poznejšo združitev Gruzije, se je še okrepila zaradi njegovega pokristjanjevanja v začetku 4. stoletja. V Kartliji, ki je bila na stičišču bizantinskih in iranskih vplivov, se je razvila živahna krščanska kultura, k čemur je pripomoglo dejstvo, da je bil edino kartvelsko območje z lastnim pisnim jezikom. Z utrditvijo arabske oblasti v Tbilisiju v 8. stoletju se je politično središče Kartlije premaknilo na njegov jugozahod, vendar so gruzijski literati tistega časa dali nazivu Kartli širši pomen in z njim označevali vse tiste dežele srednjeveške Gruzije, ki so jih držali skupaj vera, kultura in jezik. V enem izmed najbolj citiranih odlomkov srednjeveške gruzijske književnosti pisatelj Giorgi Merčule iz 9. stoletja pravi: "In Kartlija je sestavljena iz tiste prostorne dežele, v kateri se bogoslužje in vse molitve izgovarjajo v gruzijskem jeziku. V grščini se izgovarja [samo] Kyrie eleison, ki v gruzijskem jeziku pomeni "Gospod, usmili se" ali "Gospod, bodi usmiljen do nas".
Po združitvi različnih gruzijskih političnih enot v gruzijsko kraljestvo v začetku 11. stoletja sta imeni "Kartli" in "Kartveli" postali osnova gruzijskega samoimenovanja Sakartvelo. Gruzijska zloženka sa-X-o (Sa-Kartvel-o) je standardna geografska konstrukcija, ki označuje "ozemlje, kjer prebiva X", v kateri je X etnonim.

## Delitev v srednjem veku
V srednjem veku je bila Kartlija tradicionalno razdeljena v tri glavne regije:
- Šida Kartli (შიდა ქართლი), se pravi Notranja Kartlija, s središčema v Mcheti in Uplisciheju, ki je obsegala vso osrednjo Kartlijo severno in južno od reke Kure (Mtkvari) in zahodno od njenega pritoka Aragvi
- Kvemo Kartli (ქვემო ქართლი), se pravi Spodnja Kartlija, ki je obsegala ozemlje v spodnjem porečju Kure in južno od nje
- Zemo Kartli (ზემო ქართლი), se pravi Gornja Kartlija, ki je obsegala ozemlje v gornjem porečju Kure in južno od nje in zahodno od Spodnje Kartlije.

Večina tega ozemlja spada v sedanji gruzijski okraj Notranja Kartlija (Šida Kartli) z glavnim mestom Gori in Spodnja Kartlija (Kvemo Kartli) z glavnim mestom Rustavi. Nekaj ozemlja je tudi v okrajih Samche-Džavahetija (Samche-Džavaheti) z glavnim mestom Ahalcihe in Mcheta-Mtianeti z glavnim mestom Mcheta. Velik del Zemo Kartlija je zdaj v Turčiji.

## Kasnejša zgodovina
Z razdrobitvijo Gruzijskega kraljestva v 15. stoletju je gruzijskim kraljem ostala samo Kartlija z glavnim mestom Tbilisi. Kralji Kartlije se niso odrekli naslovom vsegruzijskih monarhov in trdili, da so njihovi zakoniti nasledniki. Evropejci so zato kraljestvo poznali kot "Prava Gruzija", kasneje tudi kot Kartalinija (iz ruskega Карталиния, Kartalinija). V perzijskem jeziku se je za Kartlijo v ožjem pomenu običajno uporabljalo ime Gorjestan (Gruzija).
Kraljestvo Kartlija je bilo prizorišče osmansko-safavidskih vojn, konfliktov med sosednjimi gruzijskimi in kavkaškimi vladarji in v 18. stoletju tudi lastnih državljanskih vojn. Od leta 1550, natančneje po letu 1614, do gruzijski vladarji odobravali "politiko kompromisov" s perzijskimi oblastniki. To je pomenilo, da je Perzija dovolila Kartliji obdržati precejšnjo avtonomijo in gruzijski dinastiji Bagratidov obdržati kraljevi prestol, če sprejmejo islam in ostanejo podrejeni perzijskemu šahu. V gruzijskih dokumentih so gruzijski vladarji še naprej veljali za kralje, medtem ko so jih perzijski uradni dokumenti omenjali kot valije (podkralje) Gorjestana, kar je poudarjalo njihovo podrejenost šahu. Številni člani aristokratske elite Kartlije so zasedali visoke položaje v perzijski vojski in administraciji, več plemkinj pa je vstopilo v šahov harem. Ta položaj se je spremenil leta 1745, ko je bil z dovoljenjem Nāder Šaha za kralja Kartlije po krščanskih običajih kronan Tejmuraz II.  Leta 1748 je Kartlija postala v bistvu neodvisna, vendar je bila še vedno opazna formalna stran perzijskega vazalstva.
Leta 1762 je bila Kartlija združena s sosednjim vzhodnim gruzijskim kraljestvom Kahetijo v enotno državo, ki se je leta 1783 postavila pod ruski protektorat. Novo kraljestvo je leta 1795 utrpelo uničujočo perzijsko invazijo, v kateri ga je perzijski Aga Mohamed šah Kadžar poskušal vrniti pod perzijsko oblast. Oslabljeno gruzijsko kraljestvo je leta 1801 priključilo Rusko cesarstvo. Nova ureditev je bila potrjena z Gulistanskim mirovnim sporazumom, sklenjenim leta 1813 po rusko-perzijski vojni (1804-1813).